# Marin Preda
Pour les articles homonymes, voir Preda.
Marin Preda, né le 5 août 1922 à Siliștea Gumești (județ de Teleorman) et mort le 16 mai 1980 à la maison des écrivains de Mogoșoaia (județ d'Ilfov), est un écrivain et éditeur roumain.

## Biographie

### Enfance et jeunesse
Marin Preda est le fils de Joița Preda et Tudor Călărașu. Ses parents avaient cinq autres enfants (trois pour le père, deux pour la mère), en plus de son frère Alexandru. De 1930 à 1934, il suivit les cours de l'école élémentaire de Siliștea, et une fois ses premières études achevées, étant trop pauvre, il fut obligé de rester au village, malgré son grand désir de s'instruire, à cause de ses parents qui n'avaient pas les moyens de payer les frais de scolarité. Comme tout enfant de paysans, il participait aux travaux champêtres, ayant l'occasion d'observer et de retenir le rituel de la vie paysanne, d'écouter leurs langues vivantes et savoureuses. La mémoire affective de l'enfant aida plus tard l'écrivain dans ses descriptions inimitables de par leur authenticité de l'univers paysan.
Ces années furent aussi celles de la découverte de sa première grande passion, la lecture. C'est alors qu'il eut la révélation qu'il n'était pas destiné à une vie de simple laboureur.
En 1937, sa candidature à l'école normale de Câmpulung fut rejetée à cause de sa myopie et il s'inscrivit aux cours de l'école normalienne d'Abrud, une ville de Transylvanie, qu'il suivit jusqu'en 1940 quand la Roumanie perdit la moitié de cette province. Le jeune normalien se retrouva obligé de revenir à Bucarest en 1941, quand il mit fin à ses études après avoir passé son brevet supérieur.

### Les débuts littéraires
Entre 1942 et 1948, il remplit divers emplois : correcteur d'épreuves du quotidien Le Temps – en 1942 le magazine littéraire du même quotidien, Popasuri [Loisirs], rédigé par Miron Radu Paraschivescu, lui offrit la possibilité de débuter par le récit Pîrlitu [Le pauvre diable] – puis secrétaire de rédaction d'Evenimentul Zilei [L'événement quotidien] dont le directeur, Ion Vinea, l'avait engagé à la recommandation d'Eugen Lovinescu, au cénacle duquel le jeune prosateur avait lu deux nouvelles, De capul ei [À sa guise] et Calul [Le cheval], ensuite correcteur du quotidien România Liberă [Roumanie indépendante] et employé de la Société des Écrivains Roumains, devenue en 1949 l'Union des écrivains de Roumanie.
L'année 1948 fut marquée par son début avec un volume de nouvelles, Întîlnirea din pămînturi [La rencontre à l'étoile des terres].
Le volume de début fut suivi par les nouvelles Ana Roșculeț, marquée surtout par le schématisme et le dogmatisme imposés par le réalisme socialiste, et Desfășurarea [Le Déploiement] en 1952 chez le même éditeur. Les deux nouvelles sont des narrations réalistes présentant l'image du village roumain pendant l'époque de la collectivisation.

### Premiers chefs-d’œuvre
À partir de 1952, Marin Preda travailla dans la rédaction de la revue de Viața Românească [La Vie Roumaine].
En 1954, il se maria avec l'actrice et prosatrice Aurora Cornu. L'année suivante, il publia le premier volume de son chef-d'œuvre, Moromeții [Les Moromete], qui l'impose comme un grand prosateur, profond et original, doué d'une vision inédite de l'univers de la vie paysanne. Après la parution du roman, Marin Preda accorda un grand nombre d'interviews, écrivit des articles de théorie littéraire, prit part aux débats concernant l'actualité culturelle et continua sa série de nouvelles par Ferestre întunecate [Fenêtres obscures], 1956, et Îndrăzneala [La Hardiesse] en 1959. En 1958, il divorça d'Aurora Cornu et se maria avec Eta Vexler, qui collabora à la traduction en roumain de La Peste et dont il se sépara en 1966. En 1962, il publia le roman Risipitorii [Les Prodigues], puis en 1963 la nouvelle Friguri [La Fièvre] inspirée d'un voyage au Vietnam. En 1965, il publia en collaboration la traduction du roman La Peste d'Albert Camus qui dévoila ses affinités structurales et philosophiques avec l'écrivain français. Il a également voyagé en France, connu Eugène Ionesco et Elvire Popesco.
Il se maria avec Elena Mitev en 1968 et écrivit sa pièce Martin Bormann, qui fut jouée au Théâtre national de Bucarest. La même année parut son roman L'Intrus et il fut élu vice-président à titre honorifique de l'union des écrivains de la république socialiste de Roumanie.
À compter de 1970 et jusqu'à sa mort, il remplit la fonction de directeur des éditions Cartea Românească. La même année, sollicité par le poète Adrian Păunescu , Marin Preda collabora à l'hebdomadaire Luceafărul sous la rubrique Chaque semaine Marin Preda répond à une question. Ses réponses furent rassemblées dans le livre Imposibila întoarcere [L'impossible retour]. Toujours en 1970 est né son premier fils, Niculae, en 1971, le deuxième, Alexandru. Il déclara à Nicolae Ceaușescu la même année : « Si vous introduisez le réalisme socialiste, je me suicide ! ».

### Succès, derniers chefs-d’œuvre et décès
En 1972 fut publié Marele Singuratic (Le Grand Solitaire), puis en 1975 Delirul [Le délire], que le magazine Newsweek qualifia de plus grand succès de l'année en Europe de l'Est. En 1974, il devint membre de l'Académie roumaine. En 1975, il publia ses mémoires réunies dans le livre Viața ca o pradă [La vie telle une proie]. En 1970, il traduit en roumain, en collaboration avec Nicolae Gane le roman de Fiodor Dostoïevski, Les Démons.
En guise de testament spirituel, Cel mai iubit dintre pământeni [Le Plus Aimé des Terriens] (1980), relate les tribulations d'un intellectuel pendant la période stalinienne. C'est en 1993 que Șerban Marinescu en fit une adaptation cinématographique en confiant à Ștefan Iordache le rôle de Victor Petrini. Les circonstances de la mort de Marin Preda, le 16 mai 1980 ont donné lieu à bien des controverses : on a par exemple soupçonné un crime politique. Officiellement, le décès reste néanmoins lié au surmenage et à l'alcool.
Il fut enterré au Cimetière Bellu.

## Postérité
Selon Andreia Roman, Marin Preda n'a fait de concessions au réalisme socialiste que dans son volume de nouvelles Desfășurarea (1952), et, notamment dans Moromeții [Les Moromete], il a gardé intact son style réaliste sans idéologie, qui a brillamment rendu les mentalités rurales tout en créant des personnages complexes. Mircea Goga indique que Marin Preda est l'un des plus grands prosateurs roumains de l'après-guerre et relève que ses livres sont parfois teintés de mystère, voire de surnaturel.

## Liste des œuvres
- Întâlnirea din pământuri [La rencontre à l'étoile des terres], roman, 1948
- Ana Roșculeț, 1949
- Desfășurarea [Le Déploiement], 1952
- Moromeții, roman, volume I, 1955
- Ferestre întunecate, 1956
- Îndrăzneala [L'audace][15], 1959
- Risipitorii[16], roman, 1963
- Moromeții, roman, volume II, 1967
- Intrusul (L'Intrus), roman, 1968
- Imposibila întoarcere[17] [L'impossible retour], roman, 1972
- Marele singuratic (Le Grand Solitaire), roman, 1972
- Delirul [Le délire], roman, 1975
- Viața ca o pradă [La vie telle une proie], essai, 1977
- Cel mai iubit dintre pământeni [Le Plus Aimé des Terriens], roman, 1980

## Traductions en français
- Dans un village : nouvelle (Desfășurarea)[18] ; traduit du roumain par Ana Vifor, 1955
- L'horizon bleu de la mort[19] ; traduit en français par Micaela Slăvescu, Bucarest, 1982
- Le Grand solitaire (Marele singuratic) ; traduit du roumain par Claude B. Levenson, Paris, 1975
- L'intrus[20] (Intrusul) ; traduction par Maria Ivănescu ; préface par Cezar Ivănescu, Bucarest, 1982
- Les Moromete (Moromeţii) ; traduit du roumain par Maria Ivănescu ; préface par Mihai Ungheanu, Bucarest, 1986